# 一般ガス導管事業者
一般ガス導管事業者（いっぱんガスどうかんじぎょうしゃ）は、日本のガス事業法に定められたガス事業者の類型の一つ。
経済産業大臣から一般ガス導管事業を営む許可を受けた者をいう。

## 主な一般ガス導管事業者
東京ガスネットワーク、東邦ガスネットワーク、大阪ガスネットワーク、西部ガスの4社が会社規模・供給範囲で大手とされ、総じて「四大事業者」と称する。また、北海道ガス 、仙台市ガス局、北陸ガス、静岡ガスが、準大手とされる。
以下の事業者は、日本全国各地方に一局ずつ設置されている経済産業局（経済産業省の地方支分部局）ごとに列記する。

### 北海道（北海道経済産業局）
- 北海道ガス（北ガス）
- 旭川ガス
- 釧路ガス
- 室蘭ガス
- 苫小牧ガス
- 帯広ガス
- 岩見沢ガス
- 長万部町水道ガス課

### 東北（東北経済産業局）
- 青森ガス
- 五所川原ガス
- 弘前ガス
- 八戸ガス
- 塩釜ガス
- 東部ガス
- のしろエネルギーサービス
- 男鹿市企業局
- 由利本荘市企業局[注 1]
- 盛岡ガス
- 一関ガス
- 水沢ガス
- 釜石ガス
- 仙台市ガス局
- 気仙沼市ガス水道部
- 山形ガス
- 庄内町企業課
- 常磐共同ガス - サイサン（埼玉県の工業ガス会社）系
- 東北ガス - カメイ系
- いわきガス
- 若松ガス

### 関東・甲信越・静岡県 （関東経済産業局）
- 鬼怒川ガス
- 伊勢崎ガス
- 桐生ガス
- 栃木ガス
- 幸手都市ガス
- 東部液化石油
- 鷲宮ガス
- 埼玉ガス
- 入間ガス
- 西武ガス
- 伊奈都市ガス
- 堀川産業
- フジオックス
- 大東ガス
- 大多喜ガス - 関東天然ガス開発系
- 京葉ガス - 南悠商社系
- 京和ガス
- 総武ガス
- 銚子ガス
- 角栄ガス
- 房州ガス
- 習志野市企業局
- 大網白里市ガス事業課
- 東金市建設経済部ガス課
- 九十九里町ガス課
- 白子町ガス事業所
- 長南町事業課ガス事業室
- エナジー宇宙（ニチガス）
- 武州ガス
- 東京ガスネットワーク - 日本四大都市ガスの一つ
- 東京ガス山梨
- 昭島ガス
- 青梅ガス
- 武陽ガス
- 厚木ガス
- 秦野ガス
- 小田原ガス
- 湯河原ガス
- 北陸ガス - 敦井産業系
- 佐渡ガス - 静岡ガス系
- 栄ガス消費生活協同組合
- 魚沼市ガス水道局
- 小千谷市ガス水道局
- 上越市ガス水道局
- 妙高グリーンエナジー - 妙高市ガス水道局のガス事業を2022年4月に民営化
- 白根ガス - 石油資源開発系
- 越後天然ガス
- 蒲原ガス - 敦井産業系（北陸ガス子会社）
- 糸魚川市ガス水道局
- 新発田ガス
- 長野都市ガス - 長野県企業局のガス事業を譲受して発足、後に東京ガス長野支社を統合。
- 松本ガス
- 諏訪ガス
- 信州ガス
- 上田ガス
- エナキス  (旧・・長野プロパンガス）
- 静岡ガス
- 御殿場ガス - 静岡ガス系
- 下田ガス - 静岡ガス系
- 中遠ガス - 静岡ガス系
- 島田ガス - 静岡ガス系[1]
- 袋井ガス - 静岡ガス系
- 東海ガス - ザ・トーカイ系、秋田県にかほ市の都市ガス事業も継承。

### 東海・北陸（中部経済産業局）
- 東邦ガスネットワーク - 日本四大都市ガスの一つ。
- 犬山ガス
- 津島ガス
- サーラエナジー
- 大垣ガス
- 日本海ガス
- 金沢エナジー - 金沢市企業局のガス事業を2022年4月に民営化。
- 小松ガス
- 上野ガス
- 名張近鉄ガス

### 近畿（近畿経済産業局）
- 福井都市ガス - 関西電力系、福井市企業局の都市ガス事業を継承。
- 越前エネライン - 関西電力系、越前市（旧・武生市）営ガス事業を譲受。
- 敦賀ガス
- 大津市企業局 - 日本で初めてコンセッション方式により民営化。小売部門はびわ湖ブルーエナジーに継承、施設管理などは継続。
- 甲賀協同ガス
- 大阪ガスネットワーク - 日本四大都市ガスの一つ
- 大和ガス
- 福知山都市ガス
- 河内長野ガス
- 株式会社大武（ふかみ都市ガス）
- 豊岡エネルギー - かつての大阪ガス豊岡支社。後に旧・城崎町（現・豊岡市）のガス事業を譲受。
- 伊丹産業 - 兵庫県西脇市で都市ガス事業、有馬温泉（神戸市北区）で大口都市ガス事業を展開
- 篠山都市ガス
- 丹後ガス
- 洲本ガス

### 中国（中国経済産業局）
- 鳥取ガス
- 浜田ガス
- 出雲ガス
- 松江市ガス局
- 米子ガス
- 岡山ガス
- 津山ガス
- 水島ガス
- 広島ガス - 広島電鉄は同根。岩谷産業が筆頭株主
- 福山ガス
- 因の島ガス
- 山口合同ガス

### 四国（四国経済産業局）
- 四国ガス

### 九州（九州経済産業局）・沖縄（沖縄総合事務局経済産業部）
- 西部ガス - 日本四大都市ガスの一つ
- 高松ガス
- 筑紫ガス
- 久留米ガス - 西部ガスと地元金融機関の出資により設立。久留米市企業局のガス事業を譲受。
- 西日本ガス
- 大牟田ガス
- 直方ガス
- 飯塚ガス
- 佐賀ガス - 旧・佐賀市ガス局、三愛オブリ系
- 鳥栖ガス
- 唐津ガス
- 伊万里ガス
- 九州ガス
- 第一ガス
- 天草ガス
- 山鹿都市ガス
- エコア - 大分県中津市での伊藤忠エネクスの都市ガス事業を譲受。
- 大分ガス
- 宮崎ガス
- 阿久根ガス
- 南日本ガス
- 日本ガス
- 沖縄ガス